# Vlastibor
Vlastibor je mužské křestní jméno slovanského původu. Složení ze staroslovanského slova vlast "vláda", "síla" a bor "boj". Tedy znamená "silný bojem" či "silná vláda".

## Známí nositelé
- Vlastibor Konečný, český cyklista
- Vlastibor Klimeš (architekt)
- Vlastibor Klimeš (basketbalista)
- Vlastibor Sedlák, skokan na lyžích